# Хлопчики, що купаються
Хлопчики, що купаються (латис. Peldētāji zēni) — картина латвійського художника Яніса Валтера, написана у 1900 році.
Митець — один з основоположників сучасного латвійського живопису. Валтер писав пейзажі, портрети, жанрові сцени. У 1889—1897 роках навчався в Академії мистецтв у Петербурзі. З ранніх творів Валтера здобули популярність жанрові міські сценки та народні типажі — «На ринку» (1897), «Селянська дівчинка» (близько 1905), «Сирота» (1907) та «Хлопчики, що купаються».

## Опис
Яніс Валтер написав картину у 1900 році. Олія на полотні, розміром 36 x 45 см. Зображено трьох хлопчиків, двоє з яких сидять оголеними на березі, а третій — вже зайшов у воду. В хвилях відбивається сонце. Хлопчики передають ідеї тогочасного живопису — романтичну захопленість людиною та її дорослішанням, єднання з природою та ін. Художник знайшов у щоденному купанні образи, що заслуговують на поетичне зображення. Промені сонця та людська фігура неперевершено допонюють одне одного.
Картина зберігається у Латвійському національному художньому музеї, Рига.